# Francisco Sánchez Luna
Francisco "Kiko" Sánchez Luna, född den 19 september 1965 i Alicante, är en spansk seglare.
Han tog OS-guld i 470 i samband med de olympiska seglingstävlingarna 1992 i Barcelona.